# DALLY DASH!
《DALLY DASH!》는 2003년의 일본의 동인 게임 제작팀인 SPLATTER HOUR에서 발매한 여성향 BL 장르의 게임이다. 이 게임의 초기 메뉴 화면에서는 주인공이 손목을 밧줄로 묶인 장면이 나오나, 사도마조히즘 장르는 아니다. 마이크로소프트 윈도우기반 게임엔진인 NScripter를 기반으로 하여 제작되었다.

## 줄거리
어느 겨울날 한 청년이 편의점에서 아르바이트를 하고 있는 도중, 갑자기 헬멧을 쓴 강도가 들이닥치면서 게임이 시작된다.

## 등장인물
- 키리타 토모히로 (일본어: 桐田智尋)

이 게임의 주인공으로 등장하며, 아르바이트중에 어느 한 강도와 만나게 된다.
- 강도

편의점을 털러 가다가 그곳에서 아르바이트를 하던 주인공을 만나게 된다. 이름은 후반에 가면 알 수 있으며, 게임의 중반에 가면 헬멧을 벗어서 얼굴을 드러낸다. 상황에 따라 성격이 급변한다는 설정이 있다.

## 플레이 타임
스토리의 길이는 길지 않아 비교적 빨리 게임을 끝낼 수 있다. 모든 선택지는 양자택일형이며, 결말은 모두 9가지가 존재한다.